# Delta do Rio Vermelho (região)
O Delta do Rio Vermelho ou Đồng Bằng Sông Hồng é uma das 8 regiões do Vietname. As regiões do Vietnã não possuem fins administrativos apenas econômicos e estatísticos.

## Províncias
- Bac Ninh
- Ha Nam
- Hanoi
- Ha Tay
- Hai Duong
- Haiphong
- Hung Yen
- Nam Dinh
- Ninh Binh
- Thai Binh
- Vinh Phuc